# Acalolepta pseudaurata
Acalolepta pseudaurata es una especie de escarabajo longicornio del género Acalolepta, tribu Monochamini, subfamilia Lamiinae. Fue descrita científicamente por Breuning en 1936.
Se distribuye por India. Mide aproximadamente 26 milímetros de longitud.